# Regine Hermann
Regine Hermann (* 1965 in Horb am Neckar) ist eine deutsche Opern-, Operetten-, Lied- und Konzertsängerin (Sopran) sowie Ärztin und Stimmbildnerin.

## Leben
Regine Hermann studierte von 1984 bis 1989 Gesang in Stuttgart an der Hochschule für Musik und Darstellende Kunst bei Grace Hoffmann und Julia Hamari. Von 1989 bis 1990 studierte sie Gesang und Opernschule am Conservatorio di Giuseppe Verdi in Mailand.
Nach Abschluss ihrer Gesangsausbildung erhielt Regine Hermann ein festes Engagement (1991–1994) am Staatstheater Darmstadt. Danach war die Sopranistin freiberuflich tätig mit Opernengagements in Verona, Catania, Toulouse, Baden bei Wien etc. Von 2001 bis 2007 hatte sie ein Engagement beim Musiktheater im Revier, Gelsenkirchen. Dort sang sie u. a. die Mimi in La Bohème, Donna Anna in Don Giovanni, die Gräfin im Figaro und Rosalinde in der Fledermaus. Für die Spielzeiten 2000/2001, 2003/2004 und 2004/2005 erhielt sie den Theaterpreis der Theatergemeinde Gelsenkirchen.
Als viel gebuchte Lied- und Konzertsängerin arbeitete sie mit renommierten Orchestern zusammen, wie den Münchner Philharmonikern, der Dresdner Staatskapelle, den Bamberger Symphonikern, dem Münchner Rundfunkorchester sowie auch mit zahlreichen Rundfunkorchestern in Städten wie Rom Venedig, Prag, Budapest, Berlin, München, Nizza, Salzburg und Wien.
Zu ihrem Repertoire gehören sowohl die großen Oratorien von J.S. Bach und Mendelssohn-Bartholdy, als auch die Messen von Mozart und Schubert. Sie gab zahlreiche Galakonzerte unter anderem in der Avery Fisher Hall, New York, im Kennedy Center in Washington, in der Concerthall in Philadelphia, dem Festspielhaus Baden-Baden und der Alten Oper Frankfurt.
Zusätzlich zu ihren umfangreichen künstlerischen Verpflichtungen studierte die Sopranistin von 2003 bis 2010 an der Universität Essen-Duisburg Medizin und machte 2010 ihr Staatsexamen. Im Januar 2011 erhielt sie ihre Approbation als Ärztin. Als Opernsängerin und Ärztin verfügt Regine Hermann über eine umfassende Kompetenz auf dem Gebiet der Erkrankungen, Funktionsstörungen und Belastbarkeit der Stimme. Seit 2008 betreibt sie Fortbildungen in Kooperation mit Franco Fussi, Ravenna, Italien. Zusätzlich zu ihrer eigenen Praxis in Bochum arbeitet sie seit November 2019 in einer Allgemeinmedizinpraxis in Essen Stadtwald.
Regine Hermann spricht neben Deutsch auch Englisch, Italienisch und Französisch. Sie lebt in Essen, ist verheiratet und hat eine Tochter.

## Musikpreise
- 1984: 1. Preis beim Bundesgesangswettbewerb in Berlin
- 1990: 1. Preis beim internationalen Wettbewerb „Ismaele Voltolini“ in Mantova, Italien
- 1990: 2. Preis beim internationalen Wettbewerb „Beniamino Gigli“ in Sirmione, Italien

## Repertoire aus Oper und Operette (Auswahl)
- Puccini - La Bohème - Mimi
- Puccini - Gianni Schicchi - Lauretta
- Puccini - Turandot - Liù
- Verdi - Il Trovatore - Leonore
- Verdi - Simon Boccanegra - Amelia
- Verdi - Attila - Odabella
- Mozart - Don Giovanni - Donna Anna
- Mozart - Le nozze di Figaro - La Contessa
- Bizet - Carmen - Micaëla
- J. Strauß - Die Fledermaus - Rosalinde
- Kálmán - Gräfin Mariza - Gräfin Mariza
- Lehár - Land des Lächelns - Lisa

## Gesangsengagements
- 1986: Ludwigsburger Festspiele
- 1991–1994:  Staatstheater in Darmstadt
- 1994–1999:  Freiberuflich tätig mit Opernengagements in Verona, Catania, Toulouse, Baden bei Wien etc.
- 1999–2001:  Wuppertaler Bühnen
- 2001–2007:  Musiktheater im Revier, Gelsenkirchen
- 1984–2005:  Konzerttätigkeiten in den USA und Europa